# پولادلی (بایبورد)
پولادلی {{ترکی|Polatlı) (به کردی: Qormas) (به ارمنی: Կորմանց) یک منطقهٔ مسکونی در ترکیه است که در بایبورد واقع شده‌است. پولادلی ۱۲۴ نفر جمعیت دارد.